# Asinara
L'Asinara (in sassarese: Isura di l'Asìnara) è un'isola del mar Mediterraneo, situata fra il Mar di Sardegna a ovest, il Mare di Corsica a nord e l'omonimo golfo a est; a sud è separata dalla piccola Isola Piana da uno stretto canale navigabile, il cosiddetto Passaggio dei Fornelli. Fa parte del comune di Porto Torres, nella città metropolitana di Sassari, ed è interamente ricompresa nell'omonimo Parco Nazionale dell'Asinara.
Virtualmente disabitata, ha una superficie di 50,9 km². Gli ultimi residenti civili, nel 1885, all'istituzione della colonia penale dovettero abbandonare l'isola; alcuni si trasferirono nell'area dove oggi sorge il paese di Stintino (comune autonomo dal 1988, fino ad allora frazione di Sassari), da loro stessi costruito, situato sul prospiciente promontorio di Capo Falcone.
Morfologicamente è montuosa, con coste alte e frastagliate, tra le quali si inframmezzano spiagge e una vegetazione caratterizzata dalla macchia mediterranea, scarsamente alberata per l'attività umana e la mancanza di corsi d'acqua o laghi. L'accesso all'omonimo Parco nazionale dell'Asinara è libero, con i servizi di visita effettuati da operatori autorizzati dal Parco stesso.

## Origine del nome
Fu chiamata inizialmente Herculis Insula dai Romani, per la leggenda in cui si narra che Ercole afferrò l'estrema propaggine a nord-ovest della Sardegna e la staccò dalla penisola della Nurra. Fu stretta talmente tanto forte nel pugno della sua mano da assottigliarne la parte centrale, lasciando impresse tre profonde insenature nei punti in cui le sue possenti dita l'avevano strangolata.
Successivamente fu rinominata Insula Sinuaria, ossia isola ricca di seni e golfi, per via della sinuosità delle sue coste.
Il nome odierno Asinara si deve alle graduali storpiature del nome latino seguite nel tempo. Tuttavia i suoi celebri asinelli albini, proliferati sull'isola in epoca più recente, sono ormai divenuti il simbolo dell'isola.

## Geografia

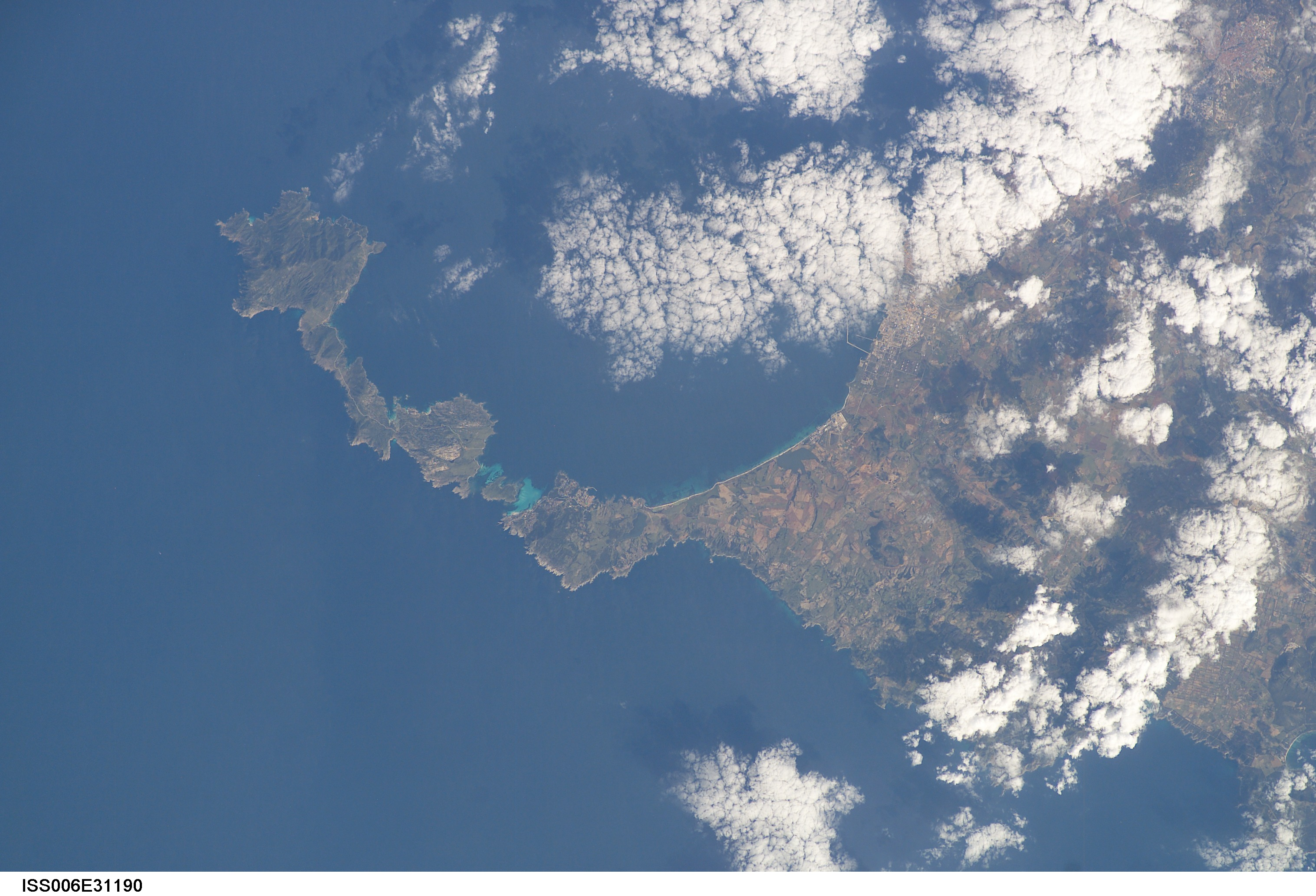
Vista satellitare

Ha un'estensione di 50,90 km² e questo ne fa la quinta isola italiana per estensione (escludendo Sicilia e Sardegna) e la terza sarda, dopo Sant'Antioco e San Pietro. È situata nella parte più occidentale del settentrione sardo, a mo' di spartiacque tra il Mar di Sardegna e il Golfo dell'Asinara. La sua larghezza è assai variabile e va da 290 m, nel punto più stretto a 7 km in quello più largo. Il suo perimetro costiero raggiunge i 110 km. La vegetazione è prevalentemente arbustiva con l'unica eccezione di Elighe Mannu, in cui vi è la presenza di numerosi lecci.
L'isola ha carattere prevalentemente collinare, con punte che arrivano a 408 m, come Punta della Scomunica nella parte settentrionale dell'isola, altri rilievi si stagliano nella parte meridionale, col picco massimo della punta Maestra di Fornelli, 265 m. Le poche zone pianeggianti si insinuano tra il blocco settentrionale (la piana di Campu Perdu) e quello meridionale, come la Piana di Fornelli. La conformazione costiera è varia, nella parte occidentale è alta e frastagliata, nella parte orientale più bassa, con l'interruzione di alcune spiagge. Sono inoltre presenti alcuni bacini artificiali per contenere le acque dolci. La conformazione rocciosa, infine, è prevalentemente scistosa, troncata da alcuni massicci granitici come Fornelli. L'isola è interamente parte del Parco nazionale dell'Asinara e dell'area marina protetta internazionale, nota come Santuario per i mammiferi marini.

## Flora e fauna

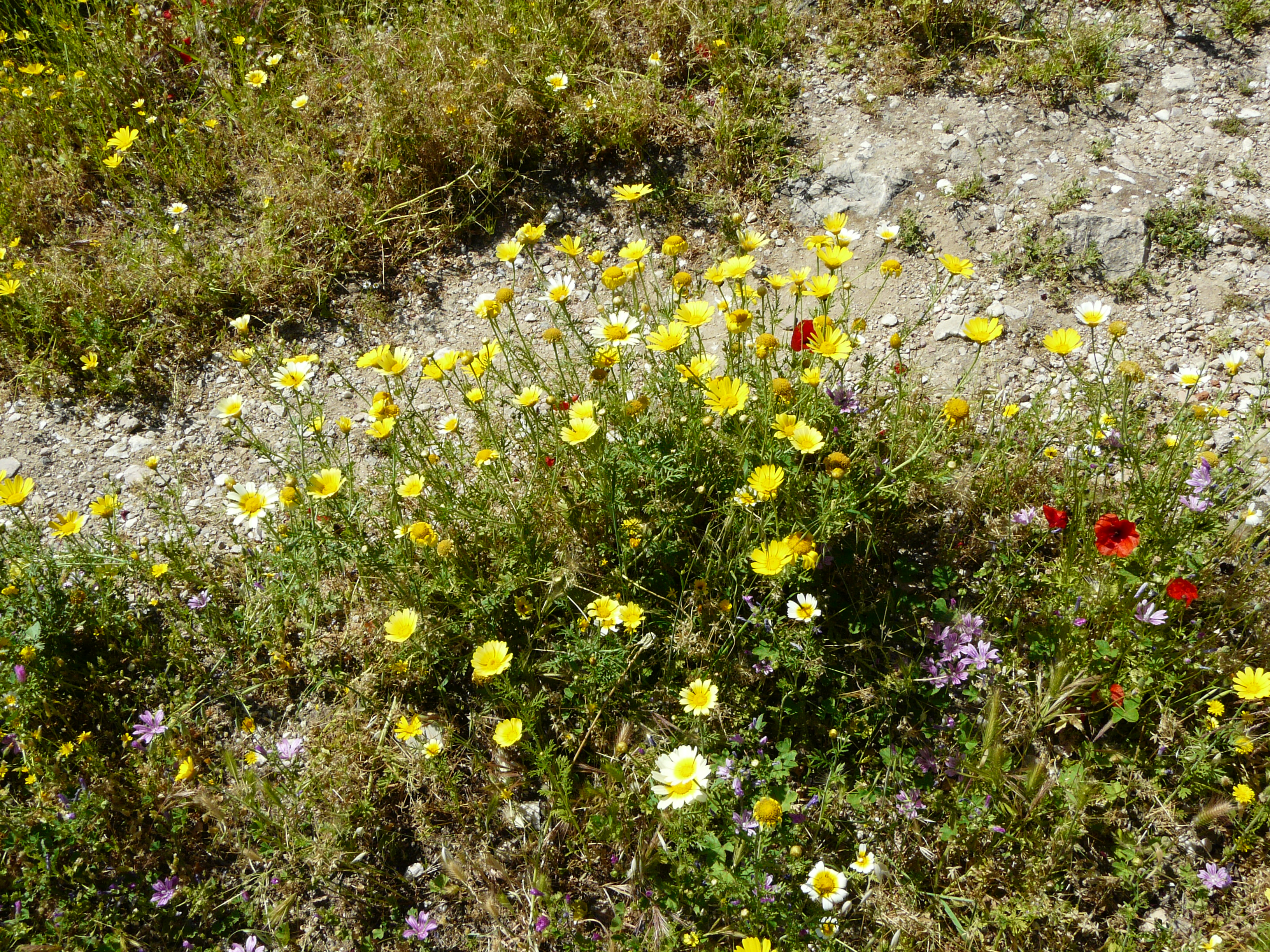
Glebionis coronaria

L'isola dell'Asinara è sede dell'omonimo parco nazionale dal 3 ottobre 2002.
La flora è costituita da quasi 700 specie. L'isola dell'Asinara si contraddistingue per le vaste superfici di roccia affiorante, con limitata copertura vegetale a macchia mediterranea; solo l'area di Elighe Mannu presenta una piccola parte di formazioni boschive di leccio. La vegetazione nel tempo si è diradata per via del pascolo eccessivo da parte di specie introdotte dall'uomo.
Ricchissima di avifauna e di ittiofauna, non è invece più presente la foca monaca. L'isolamento geografico dell'isola dell'Asinara ha permesso alla fauna di trovare il giusto habitat dove vivere e riprodursi. Il Parco conta circa 80 specie, molte delle quali di assoluta rarità. I mammiferi del Parco dell'Asinara sono la lepre, la donnola, il muflone, il cinghiale, il cavallo e i famosi asinelli bianchi.
La loro presenza su questo lembo di terra è molto antica, già nel XII secolo l'isola è menzionata come “isola madre degli asini”. Gli asinelli vivono allo stato brado e la loro caratteristica principale è, oltre a l'esser molto piccoli, la colorazione bianca del loro manto. Le zone umide del territorio ospitano anfibi come il discoglosso sardo, il rospo smeraldino e la raganella. Le specie di rettili sono 11; tra le più comuni vi è la testuggine comune e biscia viperina. Gli uccelli marini sono rappresentati dal gabbiano corso, dal marangone dal ciuffo e dalla pernice sarda. L'Asinara, inoltre, fa parte da tempo del cosiddetto “Santuario dei cetacei”, classificato come Area Specialmente Protetta di Interesse Mediterraneo. I cetacei che percorrono periodicamente quest'area sono: balenottera, capodoglio, delfino comune, stenella, tursiope, globicefalo, zifio e grampo. Durante la navigazione in barca non è raro incontrare i magnifici delfini.
Grazie alla permanenza del carcere di massima sicurezza nell'ultimo secolo, l'Asinara è oggi una delle isole maggiori del mar Mediterraneo in cui vi è stato minore sfruttamento e consumo di territorio. Anche per questo l'isola costituisce il SIC denominato Isola del Toro (codice ITB010082).

## Il clima

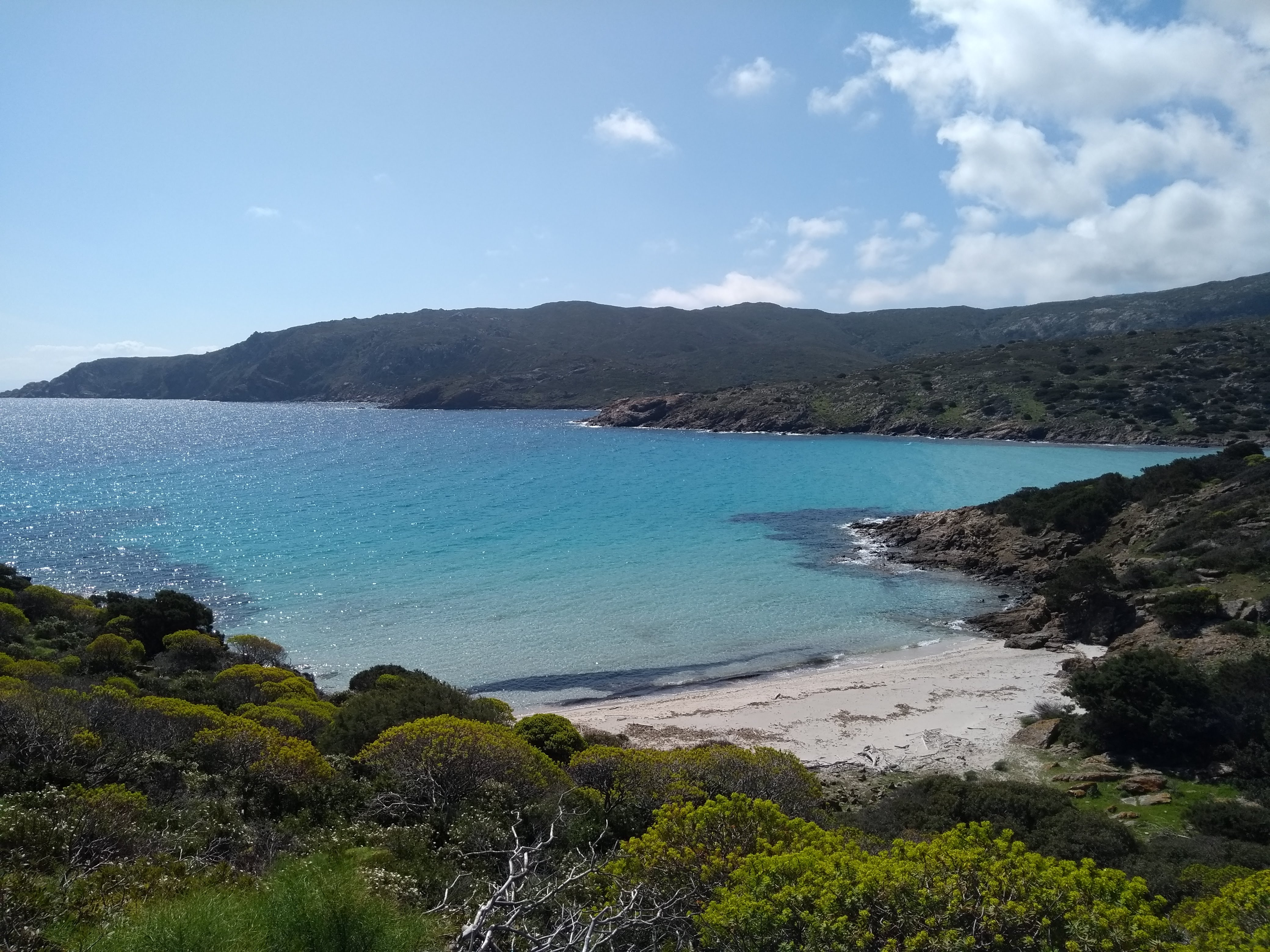
Punta la Cornetta

Il clima dell'isola è quello mediterraneo, con inverni miti ed estati calde. La temperatura media del mese più freddo, che è febbraio, è 10,8 °C mentre quella del mese più caldo, che è agosto, è 23,3 °C. Le precipitazioni sono molto scarse e raggiungono una media di 481 millimetri annui.

## Luoghi d'interesse

### Siti Preistorici
- Domus de janas di Campu Perdu.

### Il carcere
La colonia penale agricola dell'Asinara aveva diversi distaccamenti su tutta l'isola, ognuno dei quali era retto da un capo diramazione, che, a sua volta, doveva rispondere al maresciallo capo, di stanza a Cala d'Oliva. Sempre a Cala d'Oliva risiedevano il direttore e il vice direttore, nonché tutto il personale impiegato, tra cui medici, ecc.
- Diramazione di Fornelli: situato nella parte più meridionale dell'isola, sull'omonima piana, questa dislocazione era, al momento della sua costruzione, costituita da tre dormitori. È durante la seconda guerra mondiale che questa diramazione venne utilizzata come tubercolario. Dopo il 1975 e la costruzione del supercarcere di Fornelli, vennero detenuti, proprio qui, diversi esponenti delle Brigate Rosse nonché dell'Anonima sequestri. Nel 1992, con l'introduzione dell'articolo 41-bis, venne riaperto come carcere di massima sicurezza, per i crimini di mafia. Era l'unica struttura dell'isola (dagli anni settanta fino alla chiusura) in cui i detenuti erano "reclusi" e non uscivano per il lavoro della colonia penale (detenzione ai sensi dell'art. 90 e art. 41-bis della legge n. 354 del 1975).
- Santa Maria: sempre nella parte meridionale dell'isola, poco distante da Fornelli, è una delle diramazioni più moderne e recenti. Qui venivano praticati dai detenuti l'agricoltura e l'allevamento (maiali, cavalli, pecore, capre e mucche). È curioso notare l'appellativo affibbiato a questa diramazione, "legione straniera", questo perché la maggioranza dei carcerati erano stranieri.
- Tumbarino: situata nelle vicinanze di cala di Sant'Andrea, al centro dell'isola, aveva pochi detenuti, per lo più rei di crimini carnali, con il compito di allestire riserve di legna.
- Stretti: la diramazione risale al 1918, aveva prettamente sfondo agricolo ma venne abbandonata nel 1958. Causa la sua posizione, infatti, essa rimane tra i due massicci dell'isola, quello nord e quello sud, proprio su di un pianoro tormentato da forti venti (soprattutto maestrale).
- Campu Perdu: situato a ovest della Reale, nelle sue immediate vicinanze, qui vennero edificate delle moderne stalle che tutt'oggi vengono utilizzate. Oggi è principalmente adibito a stazione di Carabinieri, Polizia, ecc.
- Trabuccato: immediatamente a est della Reale, di fronte all'omonima torre, parte dei detenuti venivano impiegati per la coltivazione di una vigna dalla modesta estensione. La capacità di detenzione era ridotta così come a Campu Perdu.
- Case Bianche: ultima Diramazione dell'Istituto Penitenziario.
- Elighe Mannu: diramazione trasformata successivamente in una struttura di ricovero di animaili in allevamento, soprattutto maiali.
- il castello dell'Asinara: si staglia sul massiccio granitico che sovrasta Fornelli, probabilmente fatto edificare dalla nobile famiglia dei Malaspina. La struttura è completamente costituita da granito, e presenza delle travature lignee nell'immediato ingresso. La parte interna è completamente diroccata e rimane ben poco in piedi, se non le mura di quelle che una volta potevano essere delle stanze. È presente una guardiola, nel lato SO, ancora intatta, mentre nel lato SE v'è la cisterna.
- le torri:
  - torre di Trabuccato XVI sec. d.C.
  - torre di Cala d'Oliva XVI sec. d.C.
  - torre di Cala d'Arena XVI sec. d.C.
- l'ossario: risalente al 1936, venne richiesto dal governo austriaco, contiene i resti di 7 048 militari austroungarici, risalenti alla prima guerra mondiale. Le ossa sono disposte nelle 18 vetrine presenti nell'unica camera componente l'ossario. Al suo interno sono presenti tre dipinti su ceramica, che rappresentano santo Stefano, la Madonna e san Giuseppe.

### Cala Reale

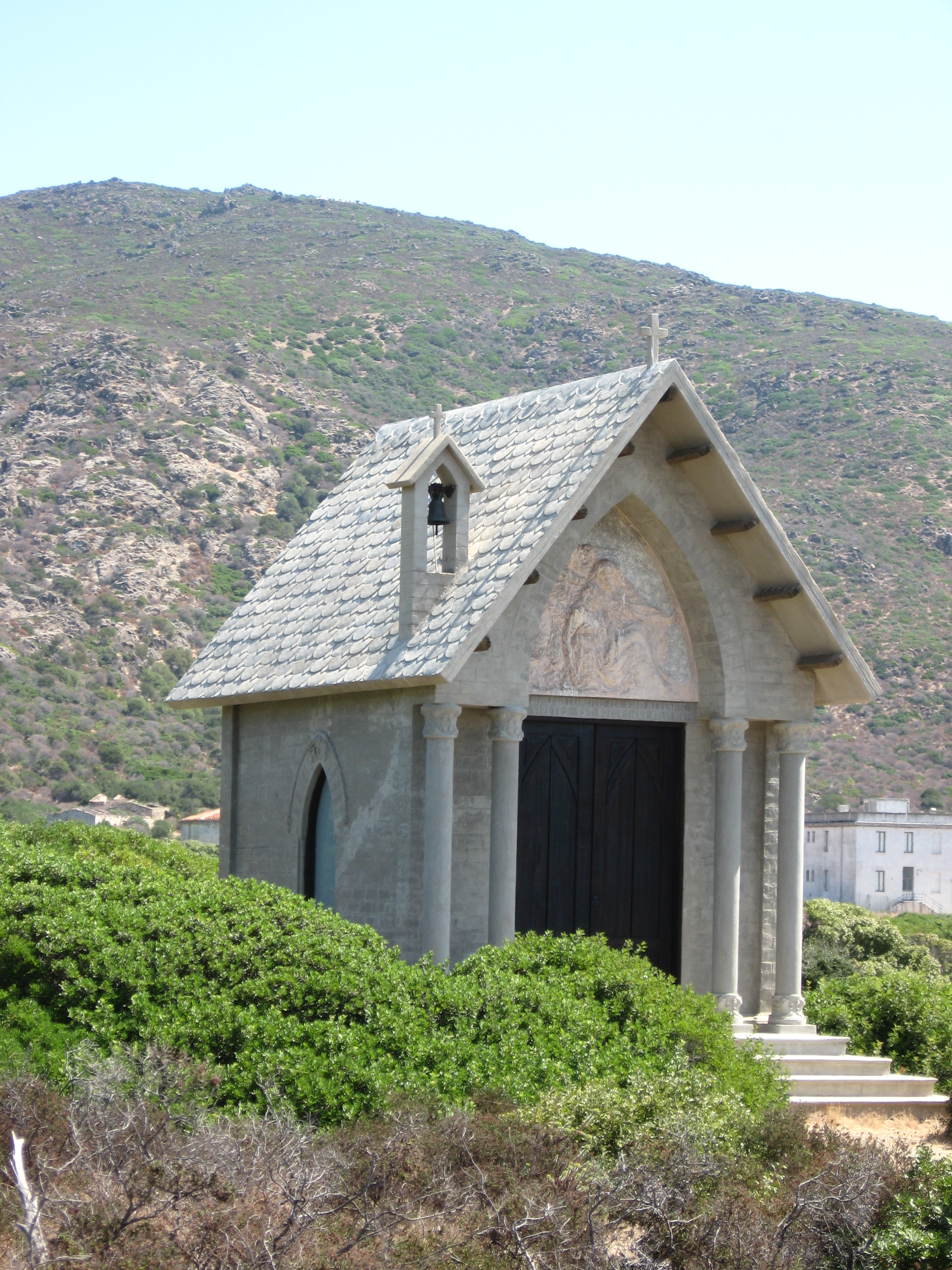
Cappella austriaca.

Presenta diverse strutture di particolare interesse, come ad esempio il Palazzo Reale, oggi sede del ministero dell'ambiente. La maggior parte degli edifici adiacenti al palazzo reale, oggi, sono adibiti al servizio turistico, comprensivi di un bar/ristorante. Gli altri edifici seguono perlopiù l'andamento della stradina principale, e si possono riconoscere l'ospedale, la chiesa e la cappella austroungarica.
- L'ospedale: fa parte dell'insieme di edifici che costituiscono la Stazione sanitaria marittima, ed è stato ultimato nel 1889. L'architettura rispecchia quella dell'epoca, interessante e particolare è il porticato in ghisa. Non troppo distante dall'ospedale v'è il laboratorio batteriologico, anch'esso edificato nel massimo periodo di affluenza alla stazione sanitaria.
- la Cappella: è durante la prima guerra mondiale che i prigionieri di guerra, ammalati, vennero riversati nel lazzaretto dell'Asinara. Proprio per questa presenza, così elevata, di austroungarici venne edificata una cappella, secondo lo stile del loro paese. È interamente fatta in blocchi di cemento e in facciata presenta 4 colonnine e un bassorilievo raffigurante la pietà.
- la Chiesa: inizialmente adibita a forno crematorio, venne trasformata in chiesa intorno al 1950. La trasformazione avvenne innalzando il camino e trasformandolo in un campanile. La struttura è composta da 3 navate, di cui la centrale è terminata con un'abside a N, in facciata sono presenti 2 colonne in granito, sulle quali poggia il timpano.

### Siti naturali
- Cala d'Oliva: vedi Cala d'Oliva.
- cala Sant'Andrea: spiaggia incastonata tra il granito dell'Asinara, interessante anche dal punto di vista ornitologico, in quanto ivi nidifica il gabbiano corso. L'accesso a questa spiaggia è interdetto, in quanto zona A, quindi soggetta a massima tutela ambientale;
- cala D'Arena: l'accesso a questa spiaggia è interdetto, in quanto zona A, quindi soggetta a massima tutela ambientale;

## Storia

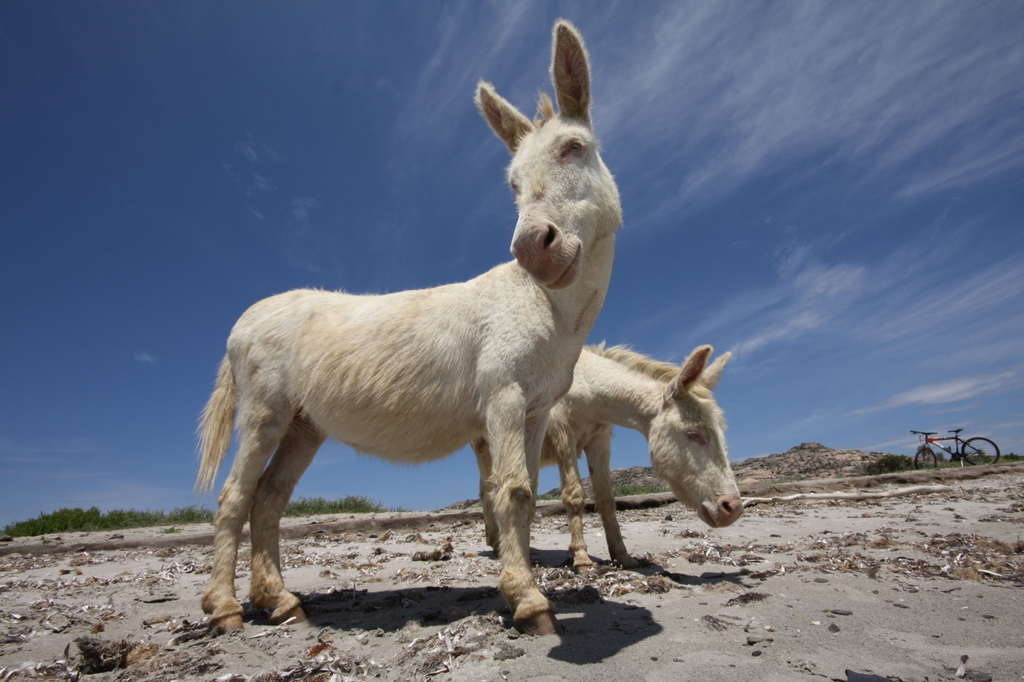
Gli asinelli bianchi albini, simbolo dell'Asinara.

Grazie ad alcuni siti archeologici si può datare la presenza umana nell'isola fin dal IV millennio a.C.; tali siti collocati nel nord dell'isola sono le più antiche testimonianze dell'uomo nell'intera Sardegna. Il sito più importante è quello di Campu Perdu, una domus de janas, ricavata su di un pianoro nei pressi della Reale. È quindi dal Neolitico ininterrotta la presenza umana. Del periodo nuragico dell'isola si ha una testimonianza di rilievo, un bronzetto raffigurante un bovino tuttora esposto nell'Antiquarium Turritano a Porto Torres. Altre testimonianze dell'importanza storica e strategica dell'isola si hanno grazie ai Romani, furono proprio essi a rinominarla Herculis Insula, in onore al semidio, figlio di Giove, Ercole.
La leggenda voleva vederlo, nel suo peregrinare da oriente a occidente, stabilirsi proprio nell'isola. Di quest'epoca erano stretti anche i rapporti con la vicina Turris Lybissonis (l'odierna Porto Torres), proprio in questi anni infatti sono stati ritrovati ed esplorati dei relitti di navi contenenti anfore, che trasportavano soprattutto merce legate al mercato ittico. Di questi relitti si fanno presenti quello al largo della Reale e quello nello stretto dei Fornelli. Il nome odierno invece deriva da un altro toponimo dato dai Romani all'isola, Sinuaria, dovuto al carattere frastagliato dell'isola. Successivamente alla caduta dell'Impero romano d'Occidente l'isola, come tutta la Sardegna, passò dapprima in mano ai Vandali e successivamente di nuovo all'impero, stavolta bizantino. Proprio a questo periodo risalgono le prime incursioni arabe, circa al 700 d.C., che costrinsero le popolazioni a ritirarsi dalle coste, abbandonando le isole al loro destino. Ma con la nascita dei Giudicati e la lotta delle Repubbliche marinare per la supremazia nel Mediterraneo, l'Asinara ritornò a essere un importante punto strategico conteso tra Genova e Pisa, fin quando un'importante famiglia ligure, i signori della Lunigiana, si suppone i Malaspina, fece costruire il castello, abbarbicato sul massiccio granitico di Fornelli, teso a mirare lo stretto, importante via per abbandonare il Golfo dell'Asinara.
A questo castello tuttavia si attribuiscono diverse leggende (probabilmente con un minimo di fondamento), che ne fanno la dimora del corsaro Barbarossa, da cui il nome dell'omonima cala nelle vicinanze del castello. Ma nonostante la presenza dei Malaspina nell'isola alcuni monaci pisani, camaldolesi, provenienti dall'abbazia di San Michele in Borgo circa nel 1100 vi si stanziarono. Erigendo per altro un convento, il convento di Sant'Andrea, prospiciente l'omonima spiaggia. Di tutto ciò oggi non rimangono che ruderi. Con l'arrivo degli Aragonesi l'Asinara si vide teatro di numerose battaglie, da citare quella del 1409 tra Genovesi e Aragonesi, questi ultimi di stanza ad Alghero, mentre i primi proprio sull'isola. La sconfitta genovese fu dovuta all'utilizzo delle nuove bombarde da parte degli Aragonesi. Ancora nel ‘500 le incursione moresche continuavano a vessare la Sardegna e l'Asinara, è proprio in questo periodo che s'iniziarono a edificare le prime torri costiere, di cui l'Asinara può vantarne tre, in discreto stato di conservazione. Anche le scorrerie e la residenza all'Asinara di Barbarossa risalgono a questo periodo. L'isola dell'Asinara permane per oltre tre secoli nel Regno di Sardegna sotto la Corona aragonese e poi spagnola.
Nel 1720, dopo una breve parentesi asburgica, la Corona del Regno di Sardegna passa alla Casa Savoia, e sotto questo governo nel 1768, viene concesso ai fratelli Gioacchino e Felice Velixandre di colonizzare l'isola con coloni di varia origine allontanando i precedenti abitanti (per la maggior parte pastori dell'entroterra sardo e pescatori liguri perlopiù di Camogli), anche se il tentativo fallì. Ma alla rinuncia dei Velixandre risposero i nobiluomini sardi, tra cui il sassarese don Antonio Manca Amat, marchese di Mores e Montemaggiore (comprendente Thiesi, Cheremule e Bessude), che nel 1775 convinse Vittorio Emanuele I a concedergli l'isola, col titolo di Duca dell'Asinara. Grazie all'arrivo dei nuovi coloni richiamati dal Manca Amat, riuscirono a svilupparsi una discreta agricoltura e pesca, la popolazione continuò a crescere fino ad arrivare, nel 1833, a 300 abitanti e 4 000 capi di bestiame: il livello di produttività e benessere raggiunto nel periodo in questo Ducato è ben esemplificato dalla costruzione del Palazzo Ducale di Sassari, ora sede dello stesso Comune.

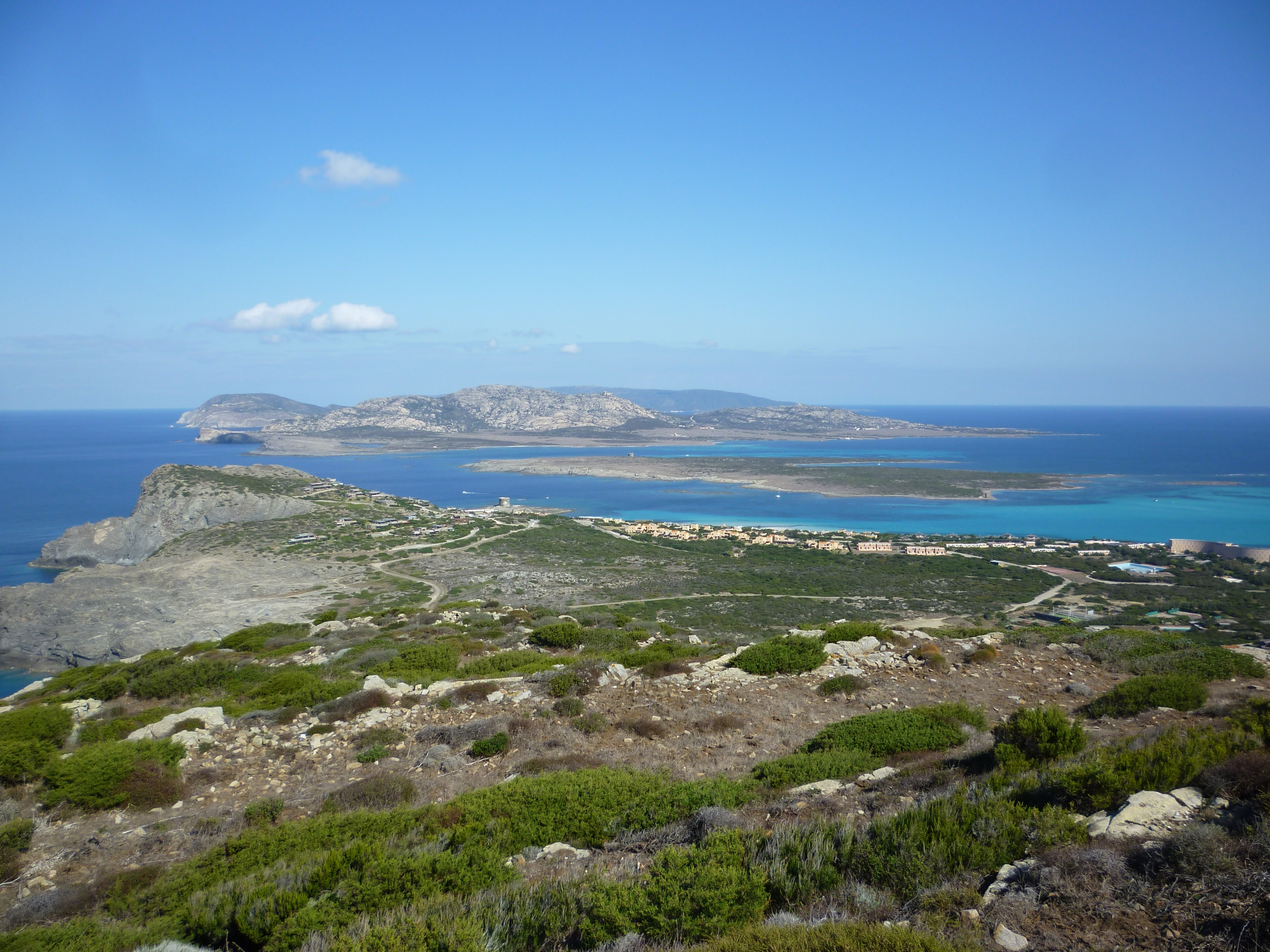
L'Asinara vista dalla torre di capo Falcone.

Nel 1836 venne abolito il feudalesimo e l'Asinara ritornò sotto il controllo diretto dello Stato, ed è in questi anni, per essere precisi nel 1842 che l'isola col suo arcipelago (comprendente tutte le isole minori a corollario della stessa) entrarono a far parte della neonata amministrazione comunale di Porto Torres. Passarono diversi decenni finché nel 1885 il Governo Depretis VII istituì una colonia agricola e un lazzaretto. Gli abitanti dell'isola contrariati si opposero, i più combattivi furono allontanati anche tramite navi da guerra. Degli abitanti originari, 57 famiglie di origini sarde si trasferirono nella Nurra, a Porto Torres e Sassari. Le restanti 45 famiglie sarde e liguri si insediarono invece nelle vicinanze della tonnara, fondando il borgo di Stintino, allora chiamato Cala Savoia, grazie all'aiuto dei fratelli sassaresi Salvatore e Cristoforo Murtola. Risale all'inizio della prima guerra mondiale l'inizio della deportazione di prigionieri di guerra, soprattutto austro-ungarici. Furono trasferiti in quegli anni circa 24 000 prigionieri; di questo periodo rimangono la cappella austroungarica e la stele commemorativa nel cimitero. Nel 1936 per volere del governo austriaco fu fatto edificare l'ossario. Negli stessi anni, in seguito alla Guerra d'Etiopia (1937), furono deportati sull'isola molti etiopi. Tra essi si annovera anche la figlia del Negus. L'Asinara è rimasta chiusa al pubblico dal 1885 al 1999, in un isolamento totale rafforzato nei primi anni sessanta dall'istituzione del carcere di massima sicurezza in cui vennero internati brigatisti e mafiosi come Raffaele Cutolo e Salvatore Riina. L'isolamento ha tuttavia permesso la preservazione di gran parte dell'ambiente naturale dell'isola, evitando la cosiddetta cementificazione, e permettendo la nascita nel 1997 del Parco Nazionale dell'Asinara.
Il 30 marzo 2009, dando seguito a quanto specificato dalla Giunta regionale con deliberazione n. 48/1 del 9 settembre 2008, il Servizio Territoriale Demanio e Patrimonio di Sassari ha affidato alla Conservatoria delle Coste la gestione dell'intero territorio e di tutti gli immobili dell'isola dell'Asinara di proprietà della Regione Autonoma della Sardegna. La maggiore sfida e preoccupazione della Conservatoria è quella di indirizzare una geografia del riuso per i patrimoni regionali in grado di conservare e anzi rafforzare, proprio attraverso le finalità fruitive, l'atmosfera inconfondibile e atemporale che questi luoghi attualmente emanano.

## Geografia politica

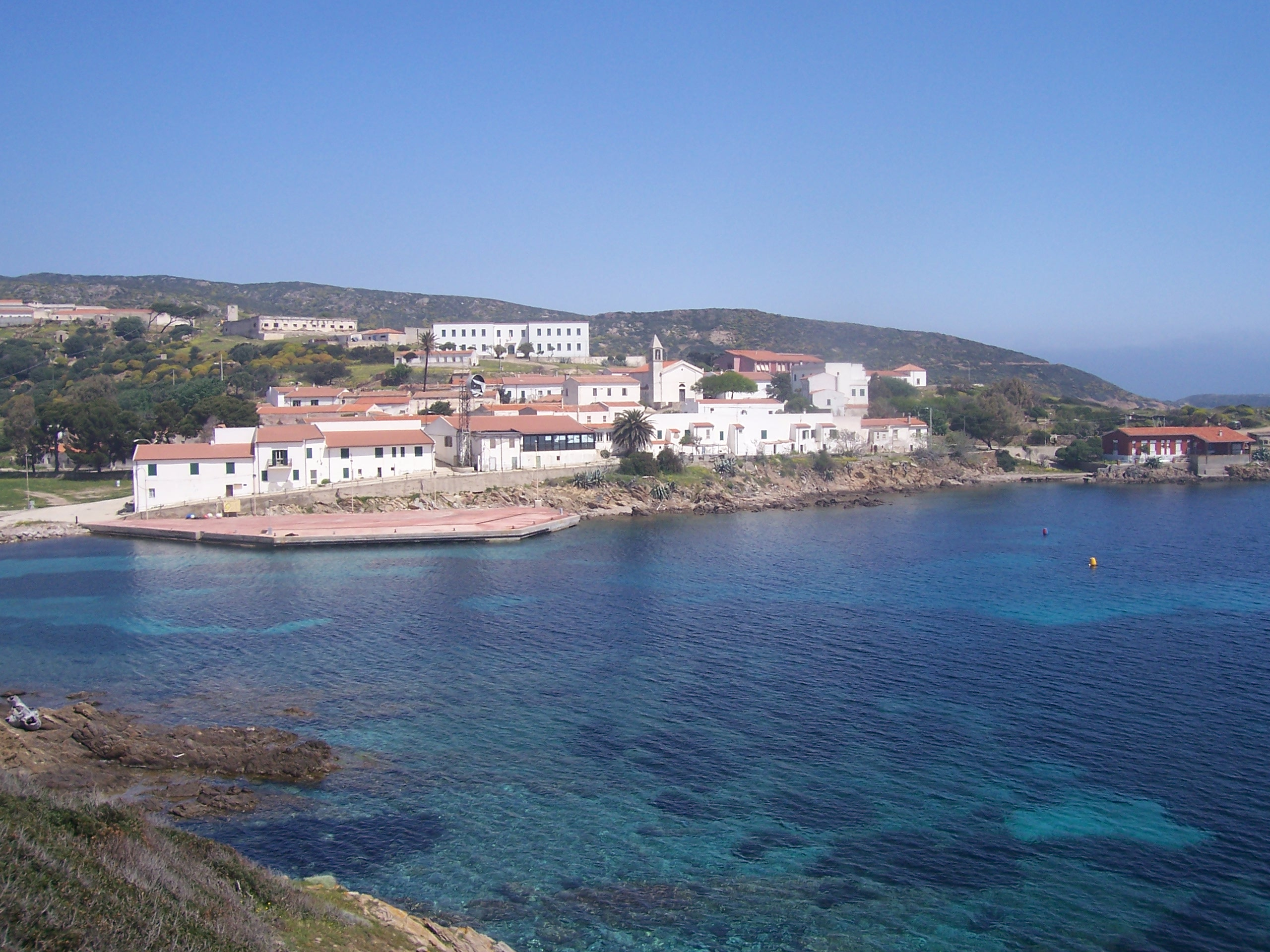
Cala d'Oliva

Amministrativamente il territorio dell'isola fa parte del comune di Porto Torres. Nella parte settentrionale si trova il borgo di Cala d'Oliva che, nel Novecento, era il principale centro abitato presso il quale risiedevano le famiglie delle guardie impiegate nella sorveglianza del carcere. Nella metà degli anni ottanta, quattro mesi prima dell'inizio del Maxiprocesso, i giudici Giovanni Falcone e Paolo Borsellino vi soggiornarono per motivi di sicurezza in un edificio (oggi caserma del Corpo Forestale e di Vigilanza Ambientale) affacciato sul mare e adibito a foresteria.

## Candidatura Unesco
L'isola è candidata alla lista dei patrimoni dell'umanità.